# Ken Wilmshurst
Ken Wilmshurst (eigentlich Kenneth Stanley David Wilmshurst; * 9. April 1931 in Kalkutta; † 3. Oktober 1992 in Cobham, Surrey) war ein britischer Weit- und Dreispringer.
Bei den British Empire and Commonwealth Games 1954 in Vancouver siegte er für England startend im Weit- und Dreisprung und wurde Sechster über 440 Yards Hürden. 1956 wurde er bei den Olympischen Spielen in Melbourne Elfter im Weitsprung und Neunter im Dreisprung. Bei den British Empire and Commonwealth Games 1958 in Cardiff wurde er Elfter im Weitsprung und Fünfter im Dreisprung.
Fünfmal wurde er Englischer Meister im Dreisprung (1953–1957) und einmal über 220 Yards Hürden (1958).

## Persönliche Bestleistungen
- Weitsprung: 7,54 m, 5. August 1954, Vancouver
- Dreisprung: 15,60 m, 6. August 1956, London